# Sanibel
Sanibel ist eine Stadt im Lee County im US-Bundesstaat Florida mit 6.382 Einwohnern (Stand: 2020).

## Geographie
Die Stadt liegt auf Sanibel Island am Golf von Mexiko und ist nur über den mautpflichtigen Sanibel Causeway vom Festland aus erreichbar, der über zwei künstliche Inseln verläuft. Laut Stadtverordnung darf dort kein Haus höher als die höchste Palme sein.
Die Insel ist berühmt für ihre schönen Strände, an denen es die größten Muschelvorkommen der USA gibt, vor allem am Bowman’s Beach Park und für eine Vielzahl an hier heimischen Vogelarten, zum Beispiel Schneesichler, Rosalöffler, Schlangenhalsvögel, Kuhreiher, Pelikane, Taucher, Fischadler. Es sind aber auch Alligatoren, Waschbären und Seekühe (Rundschwanzseekühe) zu sehen.
Die Insel ist auch bekannt dafür, dass sie viele ehemalige CIA-Mitarbeiter beheimatet. Einer der bekanntesten Einwohner der Stadt und ehemalige Bürgermeister ist der am 5. Mai 2006 zurückgetretene CIA-Direktor Porter Johnston Goss.

## Geschichte
1884 wurde die Insel erstmals besiedelt und 1974 die Stadt Sanibel gegründet. Im Jahr 1981 besuchte der damalige deutsche Bundeskanzler Helmut Schmidt mit seiner Frau Loki die Insel während eines Privaturlaubs. Im Jahr 2004 wurde Sanibel von Hurrikan Charley heimgesucht, was die schwersten Sturmschäden seit 44 Jahren verursachte. Damals, im Jahr 1960, wurde die Insel von Hurrikan Donna direkt getroffen. 2022 traf Hurrikan Ian knapp nördlich der Stadt auf Land und verursachte starke Schäden, so wurde u. a. der Causeway an mindestens drei Stellen weggespült und die Insel somit vom Festland abgeschnitten.

### Religionen
In Sanibel gibt es derzeit drei verschiedene Kirchen aus drei unterschiedlichen Konfessionen. Weiterhin gibt es eine zu keiner Konfession gehörende Kirche (Stand: 2004).

### Demographische Daten
Laut der Volkszählung 2010 verteilten sich die damaligen 6469 Einwohner auf 7821 Haushalte, davon sind die meisten als Zweitwohnsitz genutzte Ferienwohnungen. Die Bevölkerungsdichte lag bei 145 Einw./km². 98,0 % der Bevölkerung bezeichneten sich als Weiße, 0,6 % als Afroamerikaner, 0,1 % als Indianer und 0,4 % als Asian Americans. 0,3 % gaben die Angehörigkeit zu einer anderen Ethnie und 0,6 % zu mehreren Ethnien an. 2,3 % der Bevölkerung bestand aus Hispanics oder Latinos.
Im Jahr 2010 lebten in 9,1 % aller Haushalte Kinder unter 18 Jahren sowie 62,3 % aller Haushalte Personen mit mindestens 65 Jahren. 67,7 % der Haushalte waren Familienhaushalte (bestehend aus verheirateten Paaren mit oder ohne Nachkommen bzw. einem Elternteil mit Nachkomme). Die durchschnittliche Größe eines Haushalts lag bei 1,92 Personen und die durchschnittliche Familiengröße bei 2,28 Personen.
8,5 % der Bevölkerung waren jünger als 20 Jahre, 5,5 % waren 20 bis 39 Jahre alt, 21,8 % waren 40 bis 59 Jahre alt und 64,0 % waren mindestens 60 Jahre alt. Das mittlere Alter betrug 65 Jahre. 47,3 % der Bevölkerung waren männlich und 52,7 % weiblich.
Das durchschnittliche Jahreseinkommen lag bei 88.906 $, dabei lebten 5,5 % der Bevölkerung unter der Armutsgrenze.
Im Jahr 2000 war Englisch die Muttersprache von 96,42 % der Bevölkerung, spanisch sprachen 2,36 % und 1,22 % hatten eine andere Muttersprache.

## Sehenswürdigkeiten
Die Sanibel Colored School und die Sanibel Lighthouse and Keeper’s Quarters sind im National Register of Historic Places gelistet.

## Kriminalität
Die Kriminalitätsrate lag im Jahr 2010 mit 83 Punkten (US-Durchschnitt: 266 Punkte) im niedrigen Bereich. Es gab einen Raubüberfall, zwei Körperverletzungen, 18 Einbrüche, 89 Diebstähle, einen Autodiebstahl und eine Brandstiftung.